# Three Islands Harbour
Three Islands Harbour (in der deutschen Kolonialzeit Dreiinselhafen genannt) ist eine Bucht am nordwestlichen Ende der Insel Lavongai (auch: Neuhannover). Sie liegt in der Provinz New Ireland von Papua-Neuguinea.

## Geographie
Das Gebiet der Bucht ist vulkanischen Ursprungs. Die Küstenlinie ist von gehobenen Korallenkalken, Riffen und Sandbänken geprägt. Die Bucht wird von der Küstenlinie Lavongais sowie den drei Inseln Neitab Island, Dunung Island (auch: Dunning Island) und Kung Island gebildet, die etwa 4 Kilometer nordwestlich vor der Küste liegen. Im Süden begrenzt das von Lavongai in nordwestlicher Richtung vorspringende Cape Mataba die Bucht zusätzlich.

## Geschichte
1886 wurde Lavongai Teil der deutschen Schutzgebiete in der Südsee und gehörte zu Deutsch-Neuguinea. Nach dem Ersten Weltkrieg wurde die Insel 1918 Teil des an Australien übertragenen Völkerbund-Mandatgebiets Territorium Neuguinea.
Während des Zweiten Weltkriegs besetzte die japanische Marine Lavongai im Januar 1942 und nutzte den guten natürlichen Hafen als Basis. Folgerichtig gab es mehrere alliierte Luftangriffe auf den Three Islands Harbour. Bei den erfolgreichsten Angriffen auf die Bucht wurden am 16. Februar 1944 zunächst der japanische Frachter Sanko Maru, das Type B Kleinst-U-Boot HA-52 und der U-Bootjäger CH-39 durch B-25 Mitchells der 345. Bombardment Group, 500. Bombardment Squadron versenkt.
Im September 1945 kapitulierten die Japaner auf der Insel. Anschließend übernahm Australien Neuguinea erneut unter Mandatsverwaltung. 1975 wurde sie Teil des unabhängigen Staates Papua-Neuguinea. Die Umgebung der Bucht ist heute von Plantagenwirtschaft geprägt.